# Pterotricha saga
Pterotricha saga är en spindelart som först beskrevs av Wilhelm Dönitz och Embrik Strand 1906.  Pterotricha saga ingår i släktet Pterotricha och familjen plattbuksspindlar. Inga underarter finns listade i Catalogue of Life.